# 布萊克里弗鎮區 (阿肯色州勞倫斯縣)
布萊克里弗鎮區（英語：Black River Township）是位於美國阿肯色州勞倫斯縣的一個行政鎮區。

## 地方資料
布萊克里弗鎮區的面積為59.48平方千米，當中陸地面積為56.06平方千米，而水域面積為3.42平方千米。根據2010年美國人口普查的數據，當地共有人口533人，而人口密度為每平方千米8.96人。